# Guy Bonnardot
Pour l’article homonyme, voir Bonnardot.
 (avril 2008).
Si vous disposez d'ouvrages ou d'articles de référence ou si vous connaissez des sites web de qualité traitant du thème abordé ici, merci de compléter l'article en donnant les références utiles à sa vérifiabilité et en les liant à la section « Notes et références ».
 (mai 2008).
Guy Bonnardot (né le 2 novembre 1951 à Paris 9e et mort le 20 mars 1990 à Paris 12e) est un chanteur, producteur et peintre français.

## Biographie
Guy Bonnardot passe toute son enfance dans le 16e arrondissement de Paris où il fait sa scolarité (école communale, rue des Belles-Feuilles, collège Musset puis lycée Jean-Baptiste-Say).
Il rencontre Claude François puis Claude Carrère qui lui signe un contrat pour écrire des chansons, notamment pour Ringo, le mari de Sheila. Comme il n'a aucune occasion d´enregistrer son propre disque, il quitte Carrère pour rejoindre les Disques Flèche, la nouvelle compagnie créée par Claude François.
En 1972, ce dernier lui permet d'enregistrer son premier titre Petit Papillon et Gélosia. Il l'emmène en tournée, avec Patrick Topaloff et Alain Chamfort. Il rencontre Alain-Philippe Malagnac, dont il va partager la vie, qui devient son producteur.
Guy Bonnardot écrit La Coloquinte, d'après le titre d'un roman de Roger Peyrefitte, qui sera chantée par Magali Noël. Il produit un 45 tours pour son ami le comédien Philippe Cantrel (Victoria, C'est mon Paradis). Il rachète son contrat, et enregistre, en 1973, un second 45 tours, qui sort chez RCA : J'ai envie de m'amuser et La nuit de Gérard Bourgeois.
En 1974, il signe chez EMI un troisième 45 tours, avec une chanson de Michel Jonasz Mon amoureuse qui lui permet de renouer avec la presse. En 1975, Johnny Hallyday va s'associer avec Malagnac pour produire un nouveau disque (Crazy love et Destiny) un double succès[Quoi ?] et le prend comme vedette américaine pour la tournée d'été de 1975 et durant la période 1976-1977.
Associé avec Alain-Philippe Malagnac, dans l'une de ses sociétés, il achète en 1975 « l'Auberge de la Moutière » à Montfort-l’Amaury, établissement de légende où le livre d'or comporte des mentions de Picasso, Jean Cocteau, Jean Marais, Grace Kelly et Rainier III de Monaco, Charles Aznavour et tout le gotha des lettres et des arts des années 1950-60.
Guy Bonnardot alterne ensuite enregistrements et voyages tout autour du monde. Un peu à la façon de vivre du chanteur Antoine, il gagne de l'argent et part en voyage. Il n'en a plus, il revient faire un disque et quelques galas. Cette vie se poursuivra jusqu'au milieu des années 1980.
Il est un des rares français à adapter Peter Frampton, Pilot (en), Rod Temperton, Mike Pinera, etc.
Il interprète également Didier Barbelivien, Michel Mallory et Patrick Loiseau lui crée des textes sur mesure.
Dans les années 1980, sa carrière internationale prend forme. Skyway est un disco efficace. En Espagne, en Italie, en Allemagne, au Mexique et au Japon, il fait danser  pendant les fêtes de réveillon. Les disques Ramex lui signent un contrat au Mexique, Guy est le chanteur Blond. Il chante devant François Mitterrand lors de la conférence de Cancun.
Avant de revenir en France, il vit à Los Angeles, fait visiter la ville en Rolls et vend des antiquités. Dès 1985, il s'adonne à la peinture, avec succès. Il fait une exposition en 1989 appelée Les rêves de Pablo.
Depuis 1986, il connaît des problèmes d'ulcère et apprend qu'il est séropositif. Pendant l'été de 1989, alors qu'il peint sur  la côte varoise, à Saint-Mandrier, il tente de se suicider et reste plus d'un mois dans le coma. Ne récupérant pas ses facultés physiques ni intellectuelles, il multiplie les séjours à l'hôpital et les retours dans l'appartement qu'il partage à Auteuil, avec Bruno Guillain. Dans son livre Du côté de chez moi paru en 1997 chez J-C Lattès, Dave évoque son parcours, et révèle qu'un médecin a pratiqué l'euthanasie pour abréger ses souffrances.

## Discographie
- Petit Papillon (Dino Rosi, Jean-Pierre Bourtayre, Guy Bonnardot) Gelosia (Matonne- Migliaci/Vline Buggy), Disques Flèche, 1972
- La nuit (Gérard Bourgeois, Guy Bonnardot, Dino Rosi), J'ai envie de m'amuser (Gérard Bourgeois), Disques RCA, 1973
- Mon amoureuse (Alain Goldstein, Michel Jonasz), Petit nuage (Paul Simon, Vline Buggy), EMI Pathé, 1974
- Crazy love (Paul Anka, Robert Bonnardot), Destiny (Paul Anka, Robert Bonnardot), EMI Pathé, 1975
- Juste un signe (Paton, Lyahl, Robert Bonnardot), Coup de cœur, coup de poing (William Kennedy, Robert Bonnardot), EMI Pathé, 1975
- La fin du monde (avec Yves Mourousi) (Pierre-André Dousset, Christian Gaubert), Le baiser d'un fou (François Bernheim), EMI Pathé, 1976
- L'amour comme dans les chansons (Gérard Stern, Didier Barbelivien), Une nuit sans toi (Michel Mallory), EMI Pathé, 1976
- Mon amour ennemi (Peter Frampton, Patrick Loiseau), Pas de mariage (Dousset, Bonnardot), EMI Pathé, 1977
- La plus grande bêtise de ma vie avec Debbie Davis (Rod Temperton, Yves Dessca), Un cœur qui bat (Yves Dessca, James Bolden, Patrick Loiseau) EMI, 1983
- On a tous envie d'être un héros (Mike Pinera, Yves Dessca), Sans toi (Mike Pinera, Patrick Loiseau) EMI Pathé, 1984, (sous le pseudo G.B.)

Il enregistre également en 1981 un disque au Mexique et produit en 1979 et 1980 un maxi sous le nom de Super Guy avec Sweet Claire-Alice et Skyway qui sort en Espagne, en Allemagne en Italie et au Japon.